# Gerrit Stapel
Gerrit Stapel (Amsterdam, 19 mei 1921 – Eindhoven, 18 juli 2013) was een Nederlands striptekenaar. Hij is bekend geworden met krantenstrips die hij maakte voor de Toonder Studio's. Hij was vooral gespecialiseerd in historische strips, getekend in realistische stijl.

## Biografie
Stapel begon zijn carrière als tekenaar in 1942 in dienst bij de filmmaatschappij Nederland Film in Den Haag, waar hij op de tekenfilmafdeling terechtkwam. Daar werkte hij mee aan een anti-joodse verfilming van het boek Van den vos Reynaerde. In het begin van 1943 stapte hij over naar Bavaria Film aan de Laan van Meerdervoort, waar ook pro-Duitse propagandafilms werden gemaakt.
Na de bevrijding werkte Stapel kort als pianist in een Amsterdamse nachtclub voor hij politieke prenten zou gaan maken voor het Parool. Hij maakte in 1949 zijn eerste strips voor Het Vrije Volk. In 1952 kwam hij in dienst van de Toonder Studio’s, waarvoor hij lange tijd strips en illustraties zou maken. In 1955 tekende Stapel anoniem het boekje Vleugels boven Afrika, een uitgave van het Zendingsbureau van de Nederlandse Hervormde Kerk.
Naast de vele dagstrips voor Toonder, maakte Gerrit Stapel ook jarenlang puzzels voor kranten via het puzzelagentschap Daane, en illustreerde hij presentatiemateriaal. In 1964 tekende hij, eveneens buiten de Toonder Studio’s, een strip over Swiebertje voor het damesblad Prinses.
In 2003 kreeg Stapel (samen met twee andere laureaten) de Bulletje en Boonestaak Schaal uitgereikt voor zijn hele oeuvre.
Eind jaren tachtig publiceerde Stapel zijn laatste grote strip, maar hij bleef tekenen tot ongeveer zijn negentigste levensjaar. Toen moest hij het tekenen opgeven vanwege slechte ogen en een verslechterde motoriek. Stapel overleed in 2013 in zijn woonplaats Eindhoven.

## Oeuvre
Enkele bekende strips van Gerrit Stapel zijn:
- Athi (in Pep)
- Floris (in De Telegraaf, gebaseerd op de televisieserie)
- Huon de Neveling (in diverse kranten en Robbedoes)
- Ivanhoe (in Pep)
- Jonne (geschreven door Steven Stapel, gepubliceerd in Donald Duck)
- Joris Valckenier (in TV2000)
- Martin Evans (geschreven door Lo Hartog van Banda, in De Telegraaf)
- Ocke Ockinga (in de Leeuwarder Courant)
- Otto van Irtin (in De Telegraaf, Het Volk en Kris Kras)
- Student Tijloos (in Algemeen Dagblad)

Stapel schreef ook teksten voor de strip Falco en Donjon van tekenaar Uco Egmond en hij maakte in 1975 zes verhalen van Arman en Ilva nadat Thé Tjong-Khing en Lo Hartog van Banda met deze strip waren gestopt. Deze laatstgenoemde strip verscheen in diverse regionale kranten.